# Socjologia medycyny
Socjologia medyczna, socjologia zdrowia i medycyny – jedna z dziedzin socjologii zajmująca się badaniem społecznych aspektów zdrowia, choroby i opieki zdrowotnej. 
Socjologia medycyny prowadzi badania społeczne systemu szpitalnictwa i innych placówek leczniczych oraz społecznych ról zawodów medycznych: lekarzy, pielęgniarek i innych.

## Literatura
- "Mała encyklopedia medycyny" tom III, Państwowe Wydawnictwo Naukowe